# Calulu

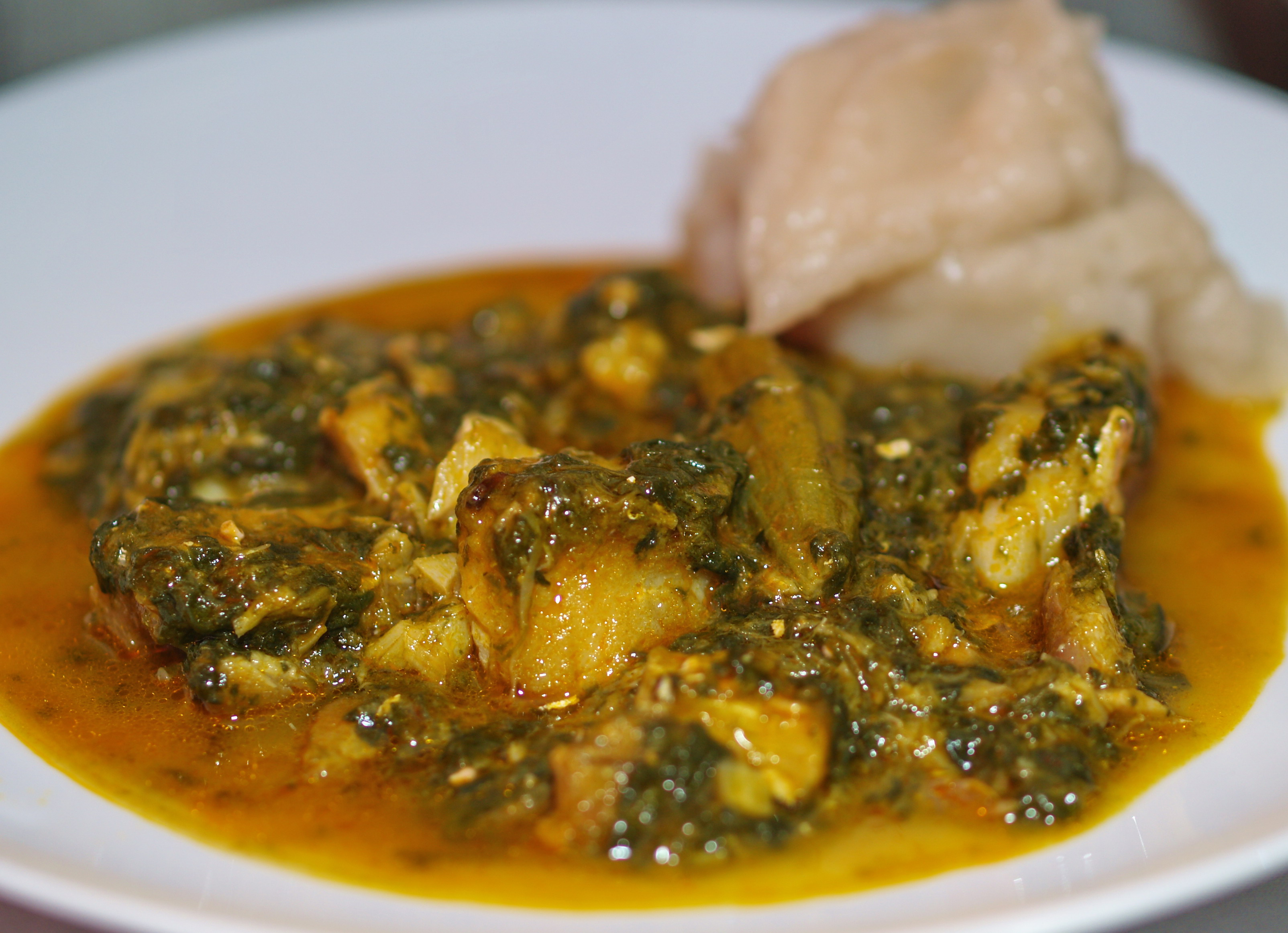
Calulu på fisk.

Calulu är en typisk angolansk och saotomeansk maträtt.
Maträtten kan göras på torkad eller färsk fisk eller kött. Andra ingredienser inkluderar tomater, vitlök, okra, sötpotatis, zucchini och palmolja. I Angola tillagas fisken i en gryta med alla ingredienserna i. Detta kokas över medelhög värme och serveras med svamp och bönor stekta i palmolja. I São Tomé och Príncipe kan även räkor tillsättas.